# Spiret
Spiret (norwegisch für Spitze) ist eine Felsnadel im ostantarktischen Königin-Maud-Land. Im Borg-Massiv ragt sie im nordwestlichen Teil der Borga auf.
Norwegische Kartographen, die sie auch benannten, kartierten sie anhand geodätischer Vermessungen und Luftaufnahmen der Norwegisch-Britisch-Schwedischen Antarktisexpedition (1949–1952).